# ميثيلا بالكار
ميثيلا بالكار (بالإنجليزية: Mithila Palkar)‏ (ولدت في 11 يناير 1993) هي ممثلة هندية معروفة بشخصياتها في المسلسل التلفزيوني Girl in the City و Netflix's Little Things. صعدت إلى الصدارة في مارس 2016 بنسختها الماراثية من «أغنية الكأس». ظهرت بالكار لأول مرة عام 2014 في الفيلم القصير باللغة المهاراتية Majha Honeymoon. كان فيلمها الأول في بوليوود هو Katti Batti لنيخيل أدفاني. ظهرت كرائدة في فيلم Karwaan 2018.

## وصلات خارجية
- ميثيلا بالكار على موقع IMDb (الإنجليزية)
- ميثيلا بالكار على موقع قاعدة بيانات الأفلام العربية
- ميثيلا بالكار على موقع ميوزك برينز (الإنجليزية)
- ميثيلا بالكار على موقع قاعدة بيانات الفيلم (الإنجليزية)